# Pedralba (kommunhuvudort)
Pedralba är en kommunhuvudort i Spanien.   Den ligger i provinsen Província de València och regionen Valencia, i den östra delen av landet, 270 km öster om huvudstaden Madrid. Pedralba ligger 149 meter över havet och antalet invånare är 2 436.
Terrängen runt Pedralba är platt åt nordost, men åt sydväst är den kuperad. Pedralba ligger nere i en dal. Runt Pedralba är det ganska tätbefolkat, med 83 invånare per kvadratkilometer. Närmaste större samhälle är Llíria, 10,7 km öster om Pedralba. Trakten runt Pedralba består till största delen av jordbruksmark.